# Metrolijn 2 (Boekarest)

Metronetwerk van Boekarest; lijn 2 is blauw

Metrolijn 2 werd in 1986 in gebruik genomen als de tweede lijn van de metro van Boekarest. De M2 loopt van het noorden naar het zuiden van de stad, heeft 14 stations en een lengte van 18,7 km. Het eerste deel van de lijn opende op 24 januari 1986 tussen Piața Unirii en Berceni (voor 2009 Depou IMGB genoemd). Op 24 oktober 1987 volgde een verlenging naar het noorden tot het huidige eindpunt Pipera. Op de stations Piața Victoriei en Piața Unirii kan worden overgestapt op lijn M1. Op kaarten wordt de M2 aangeduid met de kleur blauw.
De lijn doet een aantal belangrijke punten in de stad aan, zoals de universiteit, het Tineretuluipark en het zakendistrict bij Pipera en is zodoende de drukste lijn van het netwerk.

## Verlenging
Metrorex, het uitvoerende transportbedrijf voor de metro van Boekarest, heeft plannen voor het verlengen van Lijn 2 in zuidelijke richting naar de ringweg van Boekarest. 

## Piața Romană
Een van de opmerkelijkste stations van het metronetwerk van Boekarest is Piața Romană. Het station, dat in het geheim gebouwd zou zijn, heeft asymmetrische en erg smalle perrons van niet meer dan anderhalve meter breed. De wachtruimte bevindt zich achter grote betonnen wanden, die mede de fundering zijn voor het op zanderige grond aangelegde station.